# Carmen Berenguer
Carmen Berenguer (Santiago, 9 de septiembre de 1942-Santiago, 16 de mayo de 2024) fue una poeta, cronista y artista visual chilena. Figura prominente de la poesía chilena desde la década de 1980, fue galardonada con el Premio Iberoamericano de Poesía Pablo Neruda en 2008.

## Biografía

### Inicios
Hija de padres separados, se crio con su madre y una tía abuela, habitando principalmente en viejas pensiones y barrios populares del Santiago de los años 1940 y 1950. Se descubrió poeta en su juventud, al escribir «aquello que no podía comunicar por otros medios».
Antes de publicar su primer poemario, Berenguer estuvo en dos oportunidades residiendo en Estados Unidos con su marido, el científico Carlos Jerez. La primera, en1969, cuando lo acompañó a hacer un doctorado a Iowa City. La segunda vez, en 1979, viajó a Nueva Jersey por estudios de su esposo, pero también para "arrancar del horror de Chile".

### Dictadura militar
Pertenece al grupo de poetas que irrumpió en la literatura en los años 1980, en plena dictadura de Augusto Pinochet. Miembro activo de la bohemia de esos tiempos, solía frecuentar el bar Jaque Mate. Sobre aquellos tiempos recuerda: «Me la pasaba ahí. El Jaque Mate era un bacanal. Lo pasábamos el descueve. Llegaba todo el mundo: Los Prisioneros, el Beto Cuevas, el rock, los muralistas, llegaban todos… En el Jaque Mate se discutían las performances que hacíamos. En ese sentido, reemplazaba la academia, que se había trasladado del Mulato Gil al Jaque Mate».
Fue en esos años que Berenguer se convirtió en un personaje ineludible del paisaje poético chileno al publicar tres obras: Bobby Sands desfallece en el muro (1983) —libro homenaje al poeta irlandés que falleció en una huelga de hambre y en el que Berenguer reconstruye el camino del revolucionario hacia la muerte—; Huellas de siglo (1986) y A media asta (1988). 
Durante la presentación de este último, el irreverente dúo Las Yeguas del Apocalipsis (formado por Francisco Casas y Pedro Lemebel) llevó a cabo una de sus primeras performances. Íntima de este colectivo, Berenguer también participó con ellos en las acciones de arte conocidas como Refundación de la Universidad de Chile (1988), Estrellada San Camilo (1989) y Tu dolor dice: minado (1993).
Paralelamente, fue editora de las revistas Hoja X Ojo (1984) y Al Margen (1986) y una de las organizadoras del Primer Congreso de Literatura Femenina (1987). En octubre de 1989, participa en Estocolmo, Suecia, en el Festival Internacional de Poesía: La reconstrucción del tiempo, organizado por el poeta Sergio Badilla Castillo y la escritora Sun Axelsson.

### Trayectoria en democracia
En los años 1990, publicó dos libros: el poemario Sayal de pieles y Naciste pintada, en el que utiliza cartas de presidios y testimonios prostibularios.

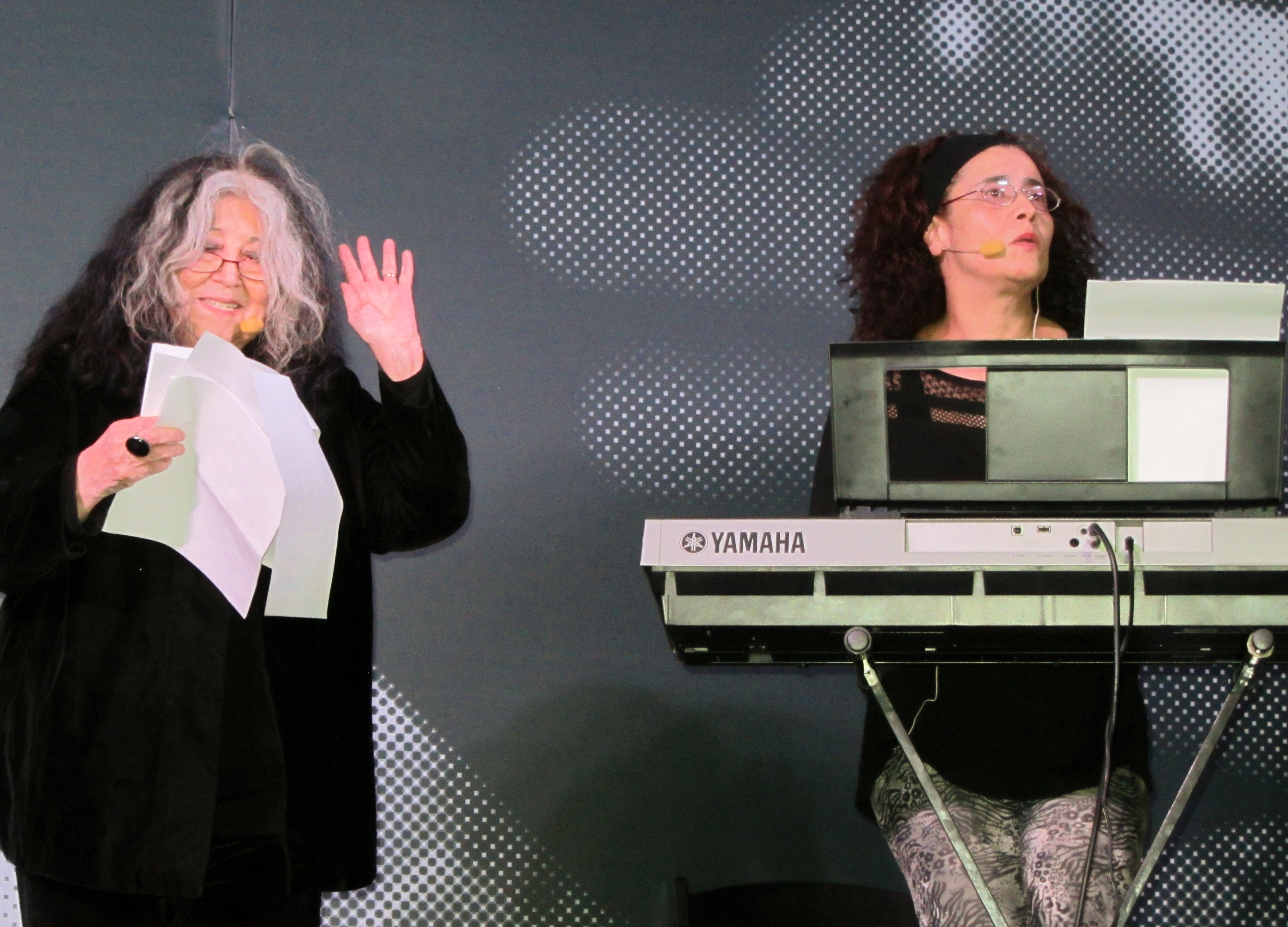
La poeta chilena Berenguer durante un recital con la música Carolina Jerez, 2015

En el siglo XXI, siguió publicando y fue reconocida con el Premio Iberoamericano de Poesía Pablo Neruda —la segunda mujer y primera chilena que ha ganado este galardón— y con su nominación al Nacional de Literatura. Su poesía ha sido recogida en varias antologías y traducida a diversos idiomas. Ha incursionado en la crónica, performances individuales y arte audiovisual, destacando el documental Delito y traición. Discurso de la mujer en la política y en el arte que presentó en 2003 en el Congreso Nacional.
La crítica Eugenia Brito ha señalado que «el aporte de Berenguer a la literatura chilena consiste en la ruptura del verso, por una parte con la escritura graffiti, que se hace eco, grito, testimonio de una tortura. La escritura parece entonces padecer el mismo rigor del hambre: es breve, no obstante exhaustiva y eficiente. Por otra parte Berenguer imita la oralidad, la forma más desembozada del habla común y corriente en la poesía».
Berenguer sufrió de un cáncer que la tuvo alejada de las actividades públicas, a las que se reintegró una vez superada la enfermedad. En 2012, fue elegida presidenta de la Sociedad de Escritores de Chile (Poli Délano, que obtuvo la primera mayoría, declinó encabezar la Sech); Berenguer compartió el segundo lugar junto con Víctor Sáez, quien la reemplazó en el cargo a partir de abril de 2013, quedando la poeta de vicepresidenta. Fue reelecta en 2015 para el mismo cargo.
En 2016 y 2020 fue nominada al Premio Nacional de Literatura, contando con el apoyo de un gran número de artistas, intelectuales y lectores en general.

### Últimos años
Durante sus últimos años, Berenguer alternó su residencia entre el balneario de Las Cruces y su departamento de los Edificios Turri, sobre la Plaza Baquedano, en Santiago.
Desde allí, presenció los hechos del Estallido social, experiencia que plasmó en su libro Plaza de la Dignidad (2020), que incluye poemas y crónicas del período, así como registros visuales.
En 2022, sufrió el fallecimiento de su hijo menor, Carlos Jerez. Sin embargo, continuó su actividad literaria y recibió el Premio al Patrimonio Literario y Cultural de la Feria Internacional del Libro de Santiago.
Ese mismo año, se presentó en México Plaza Tomada. Poesía (1983-2020), publicación de su obra poética reunida, a cargo de la Universidad Autónoma de Nuevo León.
En 2023, fue reconocida con el Premio Regional de las Culturas de Valparaíso.

### Fallecimiento
Carmen Berenguer falleció en el Hospital Clínico de la Universidad Católica, en Santiago, el 16 de mayo de 2024. Su velatorio se llevó a cabo en La Chascona, casa-museo del poeta Pablo Neruda.

## Obra

### Poesía
- Bobby Sands desfallece en el muro, autoedición, EIC Producciones Gráficas, Santiago, 1983; descargable desde Memoria Chilena
- Huellas de siglo, Sin Fronteras, Santiago, 1986 (reedición: Editorial Cuneta Santiago, 2010)
- A media asta, Cuarto Propio, Santiago, 1988 descargable desde Memoria Chilena
- Sayal de pieles, Francisco Zegers Editor, 1993
- Naciste pintada, Cuarto Propio, Santiago, 1999 (Reedición: Fondo de cultura económica, 2024) descargable desde Memoria Chilena
- Mama Marx, LOM, Santiago, 2006 Fragmentos del poemario en Google Books
- La casa de la poesía Mago Editores / Carajo, 2008 descargable desde Memoria Chilena
- Maravillas pulgares, Librosdementira, Santiago, 2012 lectura en línea
- Mi Lai, Mago Editores, Santiago, 2015
- Obra poética, Cuarto Propio, Santiago, 2018

### Ensayo y crónica
- Escribir en los bordes. Congreso Internacional de Literatura Femenina Latinoamericana, 1987, ensayo; coautora. Cuarto Propio, Santiago, 1990
- La mirada oculta, ensayo; coautora. Museo de Arte Contemporáneo, Santiago, 1994
- Crónicas en transición, crónicas. Ediciones Universidad de Talca, Talca, 2019

### Misceláneo
- Plaza de la Dignidad, crónicas, poemas y registro fotográfico. Mago editores, Santiago, 2020[21]

### Antologías y recopilaciones
- La gran hablada (reúne íntegros sus tres primeros libros), Cuarto Propio, Santiago, 2002 Fragmentos del poemario en Google Books
- Chiiit, son las ventajas de la escritura, antología, con prólogo de Raquel Olea; LOM, Santiago, 2008 Fragmentos de la antología en Google Books
- Venid a verme ahora, poemas escogidos, Mago Editores, Santiago, 2012
- Lásbica, Ediciones Liberalia/Fundación Pablo Neruda, Santiago, 2018
- Un nuevo relieve (reúne íntegros los libros Bobby Sands desfallece en el muro, A media asta y Sayal de pieles), UDP, Santiago, 2020[22]

## Premios y reconocimientos
- Beca Guggenheim (1997)
- Premio Iberoamericano de Poesía Pablo Neruda 2008
- Premio de Honor de la Naji Naaman’s Foundation for Gratis Culture (Líbano) por su trayectoria (2014) [23]
- Premio a la trayectoria en el Festival de Poesía La Chascona (2017) [24]
- Premio al Patrimonio Literario y Cultural de la Feria Internacional del Libro de Santiago (2022)
- Premio Regional de las Culturas y las Artes de Valparaíso (2023)